# Contea di Longling
La contea di Longling (龙陵县S, Lónglíng XiànP) è una contea della Cina, situata nella provincia di Yunnan e amministrata dalla prefettura di Baoshan.